# Saanska koza
Saanska koza je bijela pasmina koza, porijeklom iz doline Saanen u Švicarskoj. Saanska koza je svjetski najznačajnija i najpoznatija pasmina koza. Danas postoje brojne lokalne vrste širom svijeta od kojih su najpoznatiji švicarska, njemačka i francuska.
Saanska rasa je svjetski rekorder po količini mlijeka.
Na naše prostore ova koza se počela uvoziti pred Drugi svjetski rat, a nastavljeno je i poslije rata, u cilju oplemenjivanja domaćih koza. Rezultati oplemenjivanja su se vidjeli u pogledu mliječnosti, plodnosti kao i u nešto većoj tjelesnoj masi.
Oplemenjene pasmine domaće koze u Hrvatskoj i Sloveniji su dobile status rase i to kao hrvatska bijela koza, odnosno slovenska saanska koza.

## Osobine
Ona je srednje krupne ili krupne građe, čvrstih kostiju i životinja puna energije. Prosječna težina saanske koze je oko 68 kg, dok jarčevi teže preko 91 kg. Trup im je dug oko 80 cm kod koza, te 95 cm kod jarčeva. Visina do grebena kod koza prosječno je 74 cm, a kod jarčeva 85 cm. U prosjeku 100 koza ojari 180 – 200 jaradi. Porodna masa ženske jaradi je 3,5 kg, a muške 4 kg. Mliječnost je 750 - 800 kg, a laktacija traje od 280 do 300 dana.
Saanska koza je prirodno bijela, ponekad sa sivim ili crnim pjegama na nosu ili oko očiju.